# Cipayung (Dżakarta Wschodnia)
Cipayung – dzielnica Dżakarty Wschodniej. 

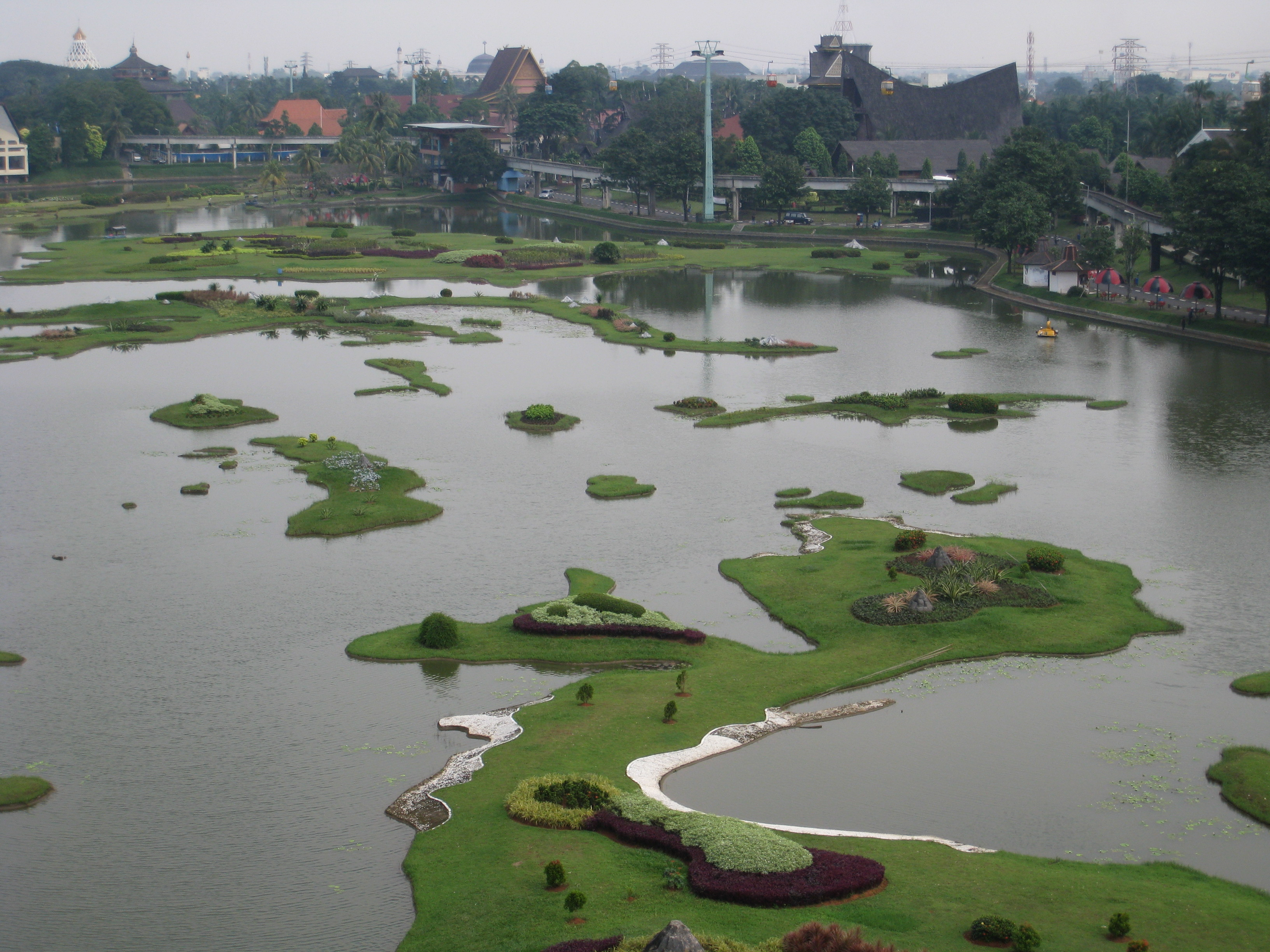
Taman Mini Indonesia Indah

## Podział
W skład dzielnicy wchodzi osiem gmin (kelurahan):
- Lubang Buaya – kod pocztowy 13810
- Ceger – kod pocztowy 13820
- Cipayung – kod pocztowy 13840
- Munjul – kod pocztowy 13850
- Pondok Ranggon – kod pocztowy 13860
- Cilangkap – kod pocztowy 13870
- Setu – kod pocztowy 13880
- Bambu Apus – 13890

## Ciekawe miejsca
- Park rekreacyjny Taman Mini Indonesia Indah
- Muzeum Zdrady PKI
- Ogród botaniczny